# 登傑菲爾德 (德克薩斯州)
登傑菲爾德（英語：Daingerfield）是一個位於美國德克薩斯州摩里斯縣的城市。根據2010年美國人口普查，該地共人口2517人，而該地的面積約為6.30平方千米。同時該地也是摩里斯縣的縣治。

## 地理
登傑菲爾德的座標為33°01′51″N 94°43′28″W / 33.03083°N 94.72444°W，而該地的平均海拔高度為121米（即397英尺）。